# Korczyska
Korczyska [pronunciación en polaco: /kɔrˈt͡ʂɨska/] es un pueblo ubicado en el distrito administrativo de Gmina Sędziejowice, dentro del Distrito de Łask, Voivodato de Łódź, en Polonia central. Se encuentra aproximadamente a 7 kilómetros al sur de Sędziejowice, a 15 kilómetros al sur de Łask, y a 46 kilómetros al suroeste de la capital regional Łódź.